# زاغی آبی نوک‌زرد
زاغی آبی نوک‌زرد (نام علمی: Urocissa flavirostris) نام یک گونه از سرده زاغی‌های روشن است. زیستگاه این پرنده در شبه‌قاره هند، مناطق کم ارتفاعتر هیمالیا و نیز در ویتنام است.

## نگارخانه

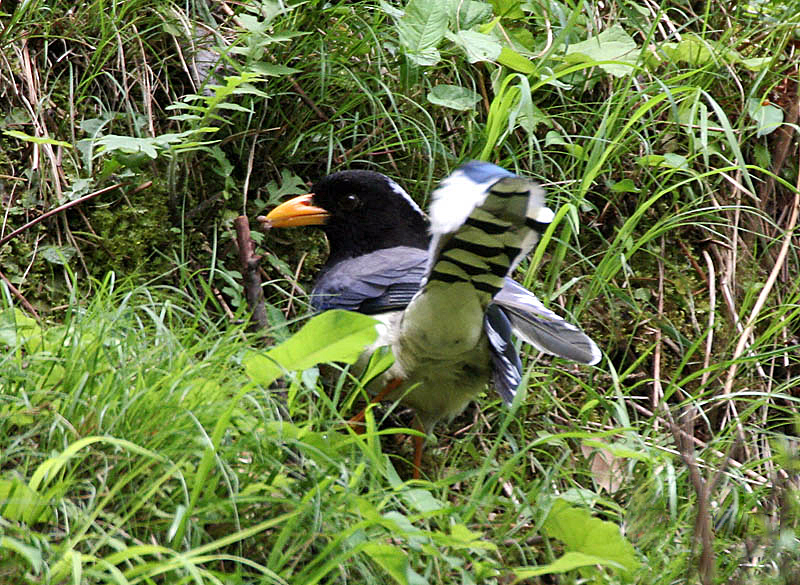
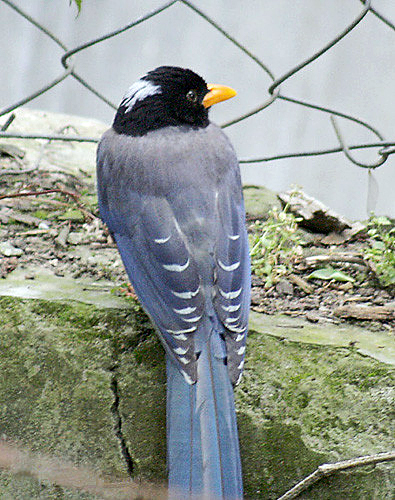